# 奧利霍皮爾 (海辛區)

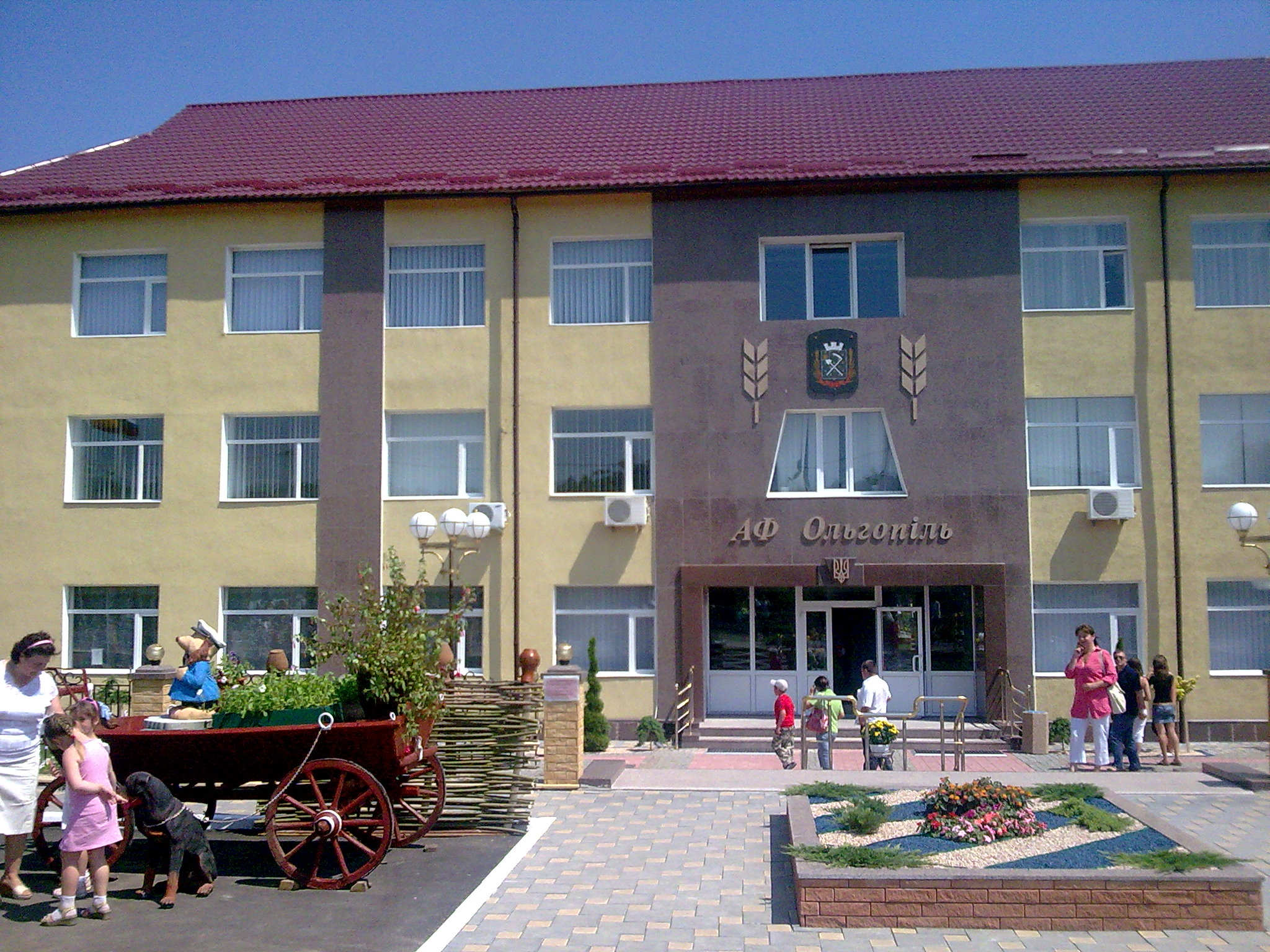
农业公司

奧利霍皮爾（羅馬化：Ol'hopil'）是位於烏克蘭西南部的村莊，由文尼察州海辛區的奧利霍皮爾市鎮負責管轄，始建於十八世紀，面積40.1平方公里，2021年人口2,741，人口密度每平方公里97.18人。